# Muhanga

## District de Muhanga
Muhanga (appelée Gitarama jusqu'en 2006) est une ville et le chef-lieu du district de Muhanga, dans la Province du Sud du Rwanda. Muhanga est l'un de huit districts composant la province du Sud. il est entouré par le district de Kamonyi ẚ l'Est, Ngororero ẚ l'Ouest, Ruhango au Sud et Gakenke au Nord. Ce district a 12 Secteurs, 63 cellules et 331 Villages. Son superficie est 647,7 km². Sa population est 358,433 selon le recencement de 2022 au Rwanda. 
Les secteurs composant ce district sont: Nyamabuye, Shyogwe, Cyeza, Nyabinoni, Rongi, Kibangu, Kiyumba, Kabacuzi, Rugendabari, Muhanga, Mushishiro et Nyarusange.

## Administration
Avant la réforme administrative de 2006, Gitarama était aussi la capitale d'une préfecture du Rwanda avec 17 communes : Rutobwe ; Musambira ; Ntongwe ; Nyamabuye ; Mukingi ; Kayenzi ; Mushubati ; Bulinga ; Nyabikenke ; Taba ; Runda ; Murama ; Tambwe ; Kigoma ; Masango ; Mugina ; Nyakabanda, jusqu'en 2002 devenant l'une de douze provinces du Rwanda : Butare ; Byumba ; Cyangugu ; Gikongoro ; Gisenyi ; Gitarama ; Kibungo ; Kibuye ; Kigali ville ; Kigali rural ; Ruhengeri ; Umutara jusqu'au 1er janvier 2006.
La réforme territoriale du 1er janvier 2006 a fait disparaître la préfecture en la fusionnant avec les provinces de Butare et de Gikongoro, donnant ainsi naissance à une nouvelle Province du sud dont le chef-lieu est Nyanza.

## Histoire
En avril 1994, les Interahamwe massacrent les Tutsis (six mille à trente mille selon les sources) réfugiés à Kabgayi (localité dépendant de la commune) devant l'arrivée du Front patriotique rwandais. En mai 1994, c'est au tour des militaires du Front patriotique rwandais d'arriver dans la commune. Ils s'emparent de Kabgayi le 2 juin.
Une minorité de vieillards et d’infirmes ne quittent pas leur domicile, un grand nombre est exterminé.
Une partie de la population prend alors le chemin de l’exil et se rend à Nyabikenke. Cette foule de fuyards est infiltrée par des éléments du FPR.
Deux cent cinquante personnes sont massacrées à Cyeza. Les corps en décomposition sont enterrés sous la supervision du conseiller de secteur d’alors, Charles Ndereyimana. Il est arrêté, puis relâché.

## Personnalités
- Godeliève Mukasarasi (1956), fondatrice de l'ONG SEVOTA.
- Paul Kagamé (1957), homme politique rwandais.